# Wells Fargo Center (Filadelfia)
Wells Fargo Center (wcześniej CoreStates Center, First Union Center, Wachovia Center) – wielofunkcyjna hala znajdująca się w Filadelfii w Stanach Zjednoczonych.

## Użytkownicy
- 1996–nadal: Philadelphia Flyers (NHL)
- 1996–nadal: Philadelphia 76ers (NBA)
- 1996–nadal: Villanova Wildcats (NCAA)
- 1997–nadal: Philadelphia Wings (NLL)
- 2004–nadal: Philadelphia Soul (AFL)

## Najważniejsze wydarzenia
- 1996: Puchar Świata hokeja na lodzie
- 1997: finał Pucharu Stanleya
- 1998: turniej Champion's Cup ligi NLL
- 2001: mecze finałowe NBA
- 2002: NBA All-Star Game

## Informacje
- adres: 3601 S Broad St Philadelphia, PA 19148
- rozpoczęcie prac budowlanych: 14 września 1994
- otwarcie: 31 sierpnia 1996
- koszt budowy: 210 milionów USD
- architekt: Ellerbe Becket
- pojemność: 
  - hokej: 19 519 miejsc
  - koszykówka: 21 600 miejsc
  - football: 17 486 miejsc

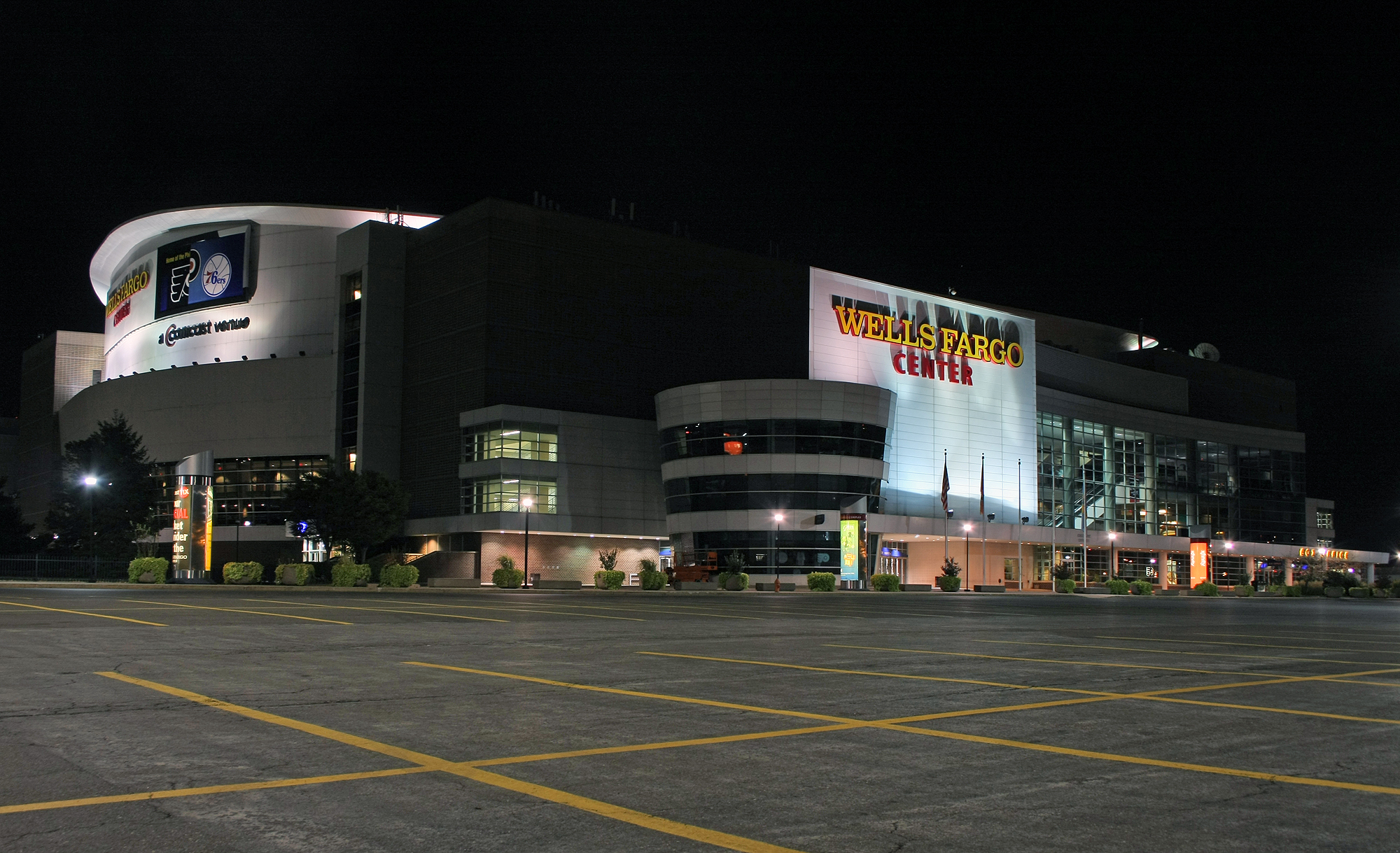
Północno-zachodnia część obiektu